# Janus Drachmann
Janus Drachmann, né le 11 mai 1988 à Frederikssund au Danemark, est un footballeur danois. Il évolue au poste de milieu défensif.

## Biographie

### En club
En raison d'une blessure subie par son coéquipier de l'AC Horsens, Allan Søgaard (en), Drachmann fait ses débuts professionnels en Superliga lors de la saison de 2007-2008. Malgré son jeune âge, il devient peu à peu titulaire avec l'AC Horsens.
Il dispute avec cette équipe une centaine de matchs en première division, et quatre rencontres en Ligue Europa.
En juillet 2015, il passe de l'AC Horsens à SønderjyskE. Il dispute avec ce club près de 50 matchs en Division 1, et cinq matchs en Ligue Europa.
Après deux années passées à SønderjyskE, il est transféré au FC Midtjylland.
Le 18 juillet 2018, Janus Drachmann s'engage avec l'Odense Boldklub.
En juin 2021, Drachmann résilie son contrat avec Odense et s'engage pour trois saisons avec le club de ses débuts, l'AC Horsens, tout juste relégué en deuxième division danoise.
Le 27 juin 2023, alors qu'il lui reste encore un an de contrat, Janus Drachmann met un terme à sa carrière professionnelle, à l'âge de 35 ans.

### En équipe nationale
En octobre 2007, Drachmann est sélectionné pour disputer ses premiers matches avec la sélection danoise espoirs.

## Palmarès
- Vice-champion du Danemark en 2016 avec SønderjyskE
- Champion du Danemark de D2 en 2010 avec l'AC Horsens
- Finaliste de la Coupe du Danemark en 2012 avec l'AC Horsens